# РКС (Радомсько)
Радомщанський Спортивний Клуб «Механік» (Радомсько) (пол. Radomszczański Kolektyw Sportowy "Mechanik" Radomsko) — польський футбольний клуб із міста Радомсько Лодзинського воєводства. Клуб заснований 25 серпня 1979 року. У вересні 2005 року після 8 туру змагань був виключений із III ліги за борги у 6 мільйонів злотих. У 2007 році після весняної частини змагань виключений із IV ліги (лодзинського округу). Ліквідований у 2007 році, а вже 2009 року був відновлений.

## Історія
Радомщанський Спортивний Клуб «Радомсько» заснований на базі місцевих робітничих клубів: Міжнародного Робітничого Спортивного Клубу «Чарні» та Міжнародного Робітничого Спортивного Клубу «Сталь». РКС «Радомсько» є продовжувачем традицій обидвох цих спортивних клубів. Клуб був заснований у 1979 році. У сезоні 1993—1994 року РКС уперше взяв участь у польській третій лізі, лодзинській групі. Наступного сезону команда із Радомсько виграє свою групу тетьої ліги, та уперше виходить до другої ліги. Чотири сезони радомщанський клуб грав у східній групі другої ліги, а з сезону 1999—2000 у загальнопольській лізі. У цьому сезоні РКС також уперше дістався півфіналу Кубка Польщі. У сезоні 2000—2001 РКС виграв змагання у другій лізі, та уперше в своїй історії вийшов до Екстракляси. Щоправда, у найвищому польському дивізіоні клуб з Радомсько надовго не затримався — на першому етапі турніру клуб зайняв 6 місце у своїй групі, а на другому етапі зайняв також загальне 6 місце у нижчій групі Екстракляси (у загальній турнірній таблиці 14-те), та вимушений був грати стикові матчі за право залишитись у найвищому дивізіоні зі «Щаков'янкою» з Явожно. У першому з двох матчів РКС поступився 0—2, а у другому переміг з рахунком 1-0, і за сумою двох матчів поступився місцем у елітному дивізіоні.
Наступні три сезони РКС знову грав у другому польському дивізіоні, але результати команди з кожним роком погіршувались. Якщо у сезоні 2002—2003 клуб зайняв 8 місце в турнірній таблиці (хоча й другий раз вийшов до півфіналу Кубка Польщі), то вже у сезоні 2004—2005 років РКС зайняв лише 18 місце в турнірі команд другої ліги. Але після 8 туру турніру третьої ліги радомщанський клуб знявся із змагань у зв'язку із важкою фінансовою ситуацією — борги клубу на той час становили 6 мільйонів злотих. Наступного року клуб поновив участь у першості Польщі, і заявився у четвертий дивізіон. Проте клуб зайняв у лодзинській групі IV ліги лише 20 місце, і у зв'язку із важкою фінансовою ситуацією знявся із чемпіонату.
У своїй короткій історії клуб, крім невеликих успіхів, може також похвалитися участю свого гравця у чемпіонаті світу з футболу. До складу збірної Польщі на чемпіонаті світу в Кореї та Японії був включений воротар РКС Адам Матисек. Проте він став єдиним із 23 гравців «кадри», хто не зіграв на стадіонах Азії жодної хвилини під час чемпіонату світу.

## РКС 1979 «Радомсько»
У 2007 році замість ліквідованого РКС «Радомсько» у змаганнях на першість Польщі з футболу розпочав виступи новий клуб із Радомсько — "РКС 1979 «Радомсько». Цей клуб заснований групою вболівальників РКС, у кількості близько 40 осіб. Матчі клуб проводив також на стадіоні РКС в Радомську. Перший сезон для клубу, який виступав у сьомому за рівнем польському дивізіоні, був досить успішним — команда зайняла перше місце у своїй групі, не програла жодного матчу, та пропустила у свої ворота лише 4 м'ячі. Проте наступного сезону клуб зайняв лише 10 місце у своїй групі сьомого дивізіону, та остаточно припинив існування.

## Статистика виступів у чемпіонатах Польщі
| Сезон   | Ліга                                          | Місце          | Очки           | М'ячі          | Примітки                    |
| ------- | --------------------------------------------- | -------------- | -------------- | -------------- | --------------------------- |
| 1993/94 | III ліга (лодзинська група)                   | 7              | 34             | 44:39          |                             |
| 1994/95 | III ліга (лодзинська група)                   | 1              | 54             | 98:23          | вихід до ІІ ліги            |
| 1995/96 | II ліга (східна група)                        | 9              | 46             | 49:51          |                             |
| 1996/97 | II ліга (східна група)                        | 10             | 47             | 37:46          |                             |
| 1997/98 | II ліга (східна група)                        | 12             | 45             | 31:36          |                             |
| 1998/99 | II ліга (східна група)                        | 5              | 47             | 49:33          |                             |
| 1999/00 | II ліга                                       | 6              | 69             | 70:50          |                             |
| 2000/01 | II ліга                                       | 1              | 79             | 63:34          | вихід до І ліги             |
| 2001/02 | I ліга (група В)                              | 6              | 16             | 10:16          |                             |
| 2001/02 | I ліга (нижча група)                          | 6              | 23             | 13:18          | вибув після стикових матчів |
| 2002/03 | II ліга                                       | 8              | 46             | 34:33          |                             |
| 2003/04 | II ліга                                       | 6              | 52             | 41:24          |                             |
| 2004/05 | II ліга                                       | 18             | 11             | 28:86          | вибув до ІІІ ліги           |
| 2005/06 | III ліга (група I)                            | -              | 0              | 0:0            | [ 3 ]                       |
| 2006/07 | IV ліга (лодзинська група)                    | 20             | 28             | 19:77          | [ 4 ]                       |
| 2007/08 | Не брав участі                                | Не брав участі | Не брав участі | Не брав участі | Не брав участі              |
| 2008/09 | Не брав участі                                | Не брав участі | Не брав участі | Не брав участі | Не брав участі              |
| 2009/10 | Районна група (група Пьотркув-Трибунальський) | 12             | 36             | 41:44          |                             |
| 2010/11 | Районна група (група Пьотркув-Трибунальський) | 2              | 70             | 78:23          |                             |
| 2011/12 | Районна група (група Пьотркув-Трибунальський) | 1              | 74             | 79:22          | вихід до IV ліги            |
| 2012/13 | IV ліга (лодзинська група)                    | 3              | 71             | 76:30          | вихід до III ліги           |
| 2013/14 | III ліга (група I)                            | 19             | 32             | 29:58          | вибув до IV ліги            |
| 2014/15 | IV ліга (лодзинська група)                    | 9              | 49             | 66:61          |                             |
| 2015/16 | IV ліга (лодзинська група)                    | 11             | 53             | 52:55          |                             |
| 2016/17 | IV ліга (лодзинська група)                    | 19             | 26             | 43:85          | вибув до районної ліги      |
| 2017/18 | Районна група (група Пьотркув-Трибунальський) | 1              | 65             | 71:22          | вихід до IV ліги            |
| 2018/19 | IV ліга (лодзинська група)                    |                |                |                |                             |

| Позначення кольорів        |
| -------------------------- |
| I рівень футбольної ліги   |
| II рівень футбольної ліги  |
| III рівень футбольної ліги |
| IV рівень футбольної ліги  |
| V рівень футбольної ліги   |
| VI рівень футбольної ліги  |

## Відомі футболісти
- Яцек Кшинувек
- Адам Матисек
- Марцін Новак
- Ігор Сипнєвський